# Нестеров, Георгий Георгиевич
Нестеров Георгий Георгиевич (27 января 1942, Георгиевск, Ставропольский край, СССР — 21 января 2020, Ростов-на-Дону) — советский и российский филолог, педагог, научный и общественный деятель, создатель многих инновационных методик изучений иностранного языка (английского), основатель, учредитель и ректор Ростовского института иностранных языков (РИИНЯЗ), член Совета Ректоров Ростовской области,

## Биография
Родился в казачьей семье, родители Дроботова Галина Александровна (28 ноября 1915 г. — 18 ноября 2000 г., Ростов-на-Дону) и Нестеров Георгий Федорович (неизв — 9 января 1945 года, г. Будапешт, Венгрия), Отёц ушел на фронт из Ростова-на-Дону в июле 1941 года, а 26-летняя Галина осталась беременной. Осенью 1941 года уехала к сестре мужа в город Георгиевск Ставропольского края и там 21 января 1942 года родился сын Георгий.
В 16 лет начал работать на заводе, одновременно продолжая учёбу в вечерней школе. В 18 лет пошел служить в Советскую Армию, в войска ВДВ, был начальником отдела шифрования. После возвращения из армии был рекомендован к поступлению в Ростовский Государственный Педагогический Институт (РГПИ), на факультет иностранных языков.
После окончания его в 1968 году начал работу в Ростовском Государственном Университете (тогда РГУ, ныне Южный Федеральный Университет, ЮФУ). Ещё в конце 1960-х — начале 1070-х годов Нестеров Георгий Георгиевич, молодой и талантливый преподаватель английского языка, должен был за короткое время обучить английскому языку группу руководителей крупнейших ростовских предприятий перед их поездкой за рубеж в составе официальной советской делегации в Великобританию. Это была сложная задача — за короткое время обучить взрослых людей иностранному языку так, чтобы они могли и понимать, и говорить сами.
Для обучения были использованы совершенно новые методики обучения взрослых в частности, игровые и интенсивные методы, а также новаторская методика «погружения в языковую среду» (англ. language immersion, погружение в язык, метод Шехтера.
С 1973 до 1979 год Нестеров Г. Г. работал во Вьетнаме, в Ханое, успешно обучая вьетнамских студентов английскому языку по новым методикам. За написание учебника и большие результаты в обучении был награждён Орденом Дружбы Народов, учрежденным в 1972 году в СССР.